# St. Johannes Baptist und Blasius (Loppenhausen)

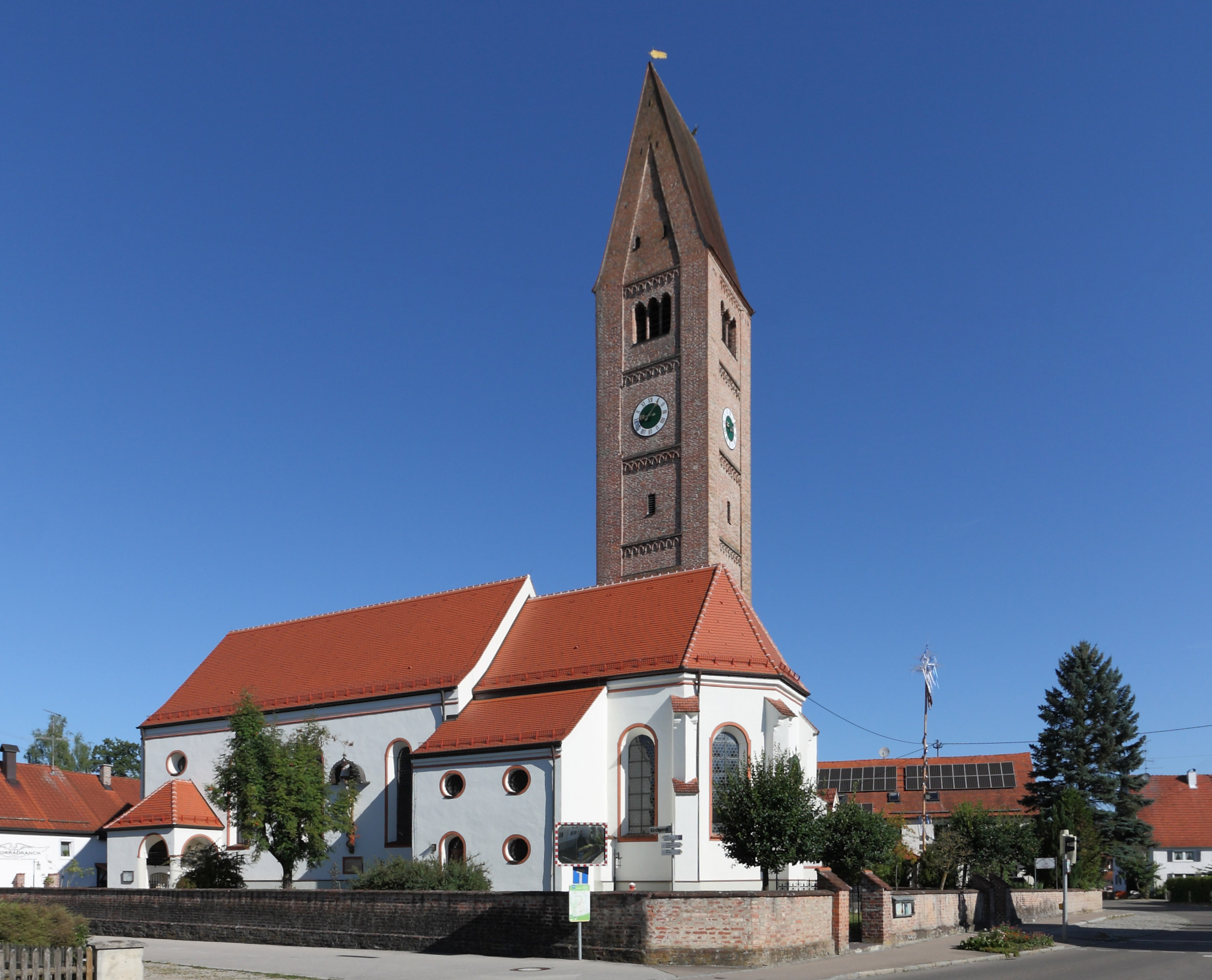
Kirche St. Johannes Baptist und Blasius in Loppenhausen

Die katholische Pfarrkirche St. Johannes Baptist und Blasius befindet sich in Loppenhausen, einem Ortsteil der Gemeinde Breitenbrunn im Landkreis Unterallgäu in Bayern. Das spätgotische Kirchengebäude steht unter Denkmalschutz.

## Geschichte
Bereits in den Jahren 1157, 1173 sowie 1179 wurden Güter und eine Kirche in Loppenhausen in päpstlichen Schutzbriefen genannt. Diese Güter befanden sich im Besitz des Klosters St. Blasien. Bischof Hermann von Konstanz bestätigte 1189 die Besitzungen des Klosters. Im Jahr 1203 wurde der Kirchensatz durch Bischof Hartwig von Augsburg erneut als Klosterbesitz bestätigt, als Berthold von Hebelichsberg diesen beanspruchte. Am 6. April 1529 ging das Kloster in den Besitz der Herren von Frundsberg über. Ab diesem Zeitpunkt hatte die Herrschaft Mindelheim das Patronatsrecht inne.
Das Kirchengebäude ist ein spätgotischer Bau aus dem späten 15. oder dem frühen 16. Jahrhundert. Der Kirchturm dürfte aus der gleichen Zeit stammen und trägt die beiden Jahreszahlen 1522 und 1524. Um 1710 wurde die Kirche umgebaut. Während dieses Umbaus wurde vor allem das Langhaus, die Stuckdekorationen und Fresken verändert. Die Kirche einschließlich Taufstein, Kommunionbank und Tabernakel wurde um 1800 neu eingerichtet. Eine entstellende Renovierung erfolgte 1885. Dabei wurde der Stuck im Langhaus entfernt und durch Dekorationsmalerei ersetzt. Des Weiteren wurden Altäre und eine Kanzel im Stil der Neurenaissance eingefügt. Im Zuge einer Innenrestaurierung unter Leitung des Mindelheimer Architekten David Eberle 1923/24 wurde versucht, den barocken Charakter der Kirche wiederherzustellen. So wurde wieder Stuck und Fresken im Langhaus geschaffen sowie Altäre und eine Kanzel im Neurokoko-Stil aufgestellt. Weitere Renovierungen fanden unter anderem 1939, 1951 und 1953 statt.

## Baubeschreibung
Der Chor der Kirche ist eingezogen und besteht aus zwei Jochen mit 5/8-Schluss. In den Schrägachsen und der anschließenden Südachse des Chores sind eingezogene, rundbogige Fenster eingelassen, wobei das Spitzbogenfenster im Chorscheitel vermauert ist. Die Wände sind durch flache Vorlagen mit korinthischen Pilastern gegliedert. Die sich nach oben verjüngenden Pilaster sind marmorartig bemalt, am oberen Ende befinden sich Gebälkstücke. Abgeschlossen wird der Chor durch eine gotische Stichkappentonne mit parabelförmigen Schildbögen. Die Rippen wurden abgeschlagen. An beiden Seiten im zweiten Joch von Westen ist jeweils eine Türe eingelassen. Die Türe der Südseite führt in die Sakristei, die Türe der Nordseite in den Kirchturm. Eine stichbogige Oratoriumsöffnung ist an der Südseite des Chores vorhanden. Der Chor ist durch einen einspringenden Chorbogen mit dem Langhaus verbunden. In der Laibung des Chorbogens befinden sich, wie im Chor selbst, Pilaster mit Gebälk, wobei das Gebälk dieser Pilaster kräftiger ist. Der Chorbogen ist halbkreisförmig geschlossen und von Stuckprofilen gesäumt. Das Langhaus besteht aus einem Saal mit Spiegeldecke über einer Voute zwischen profilierten Gesimsen. Drei Fensterachsen, bestehend aus eingezogenen und rundbogigen Fenstern, gliedern das Langhaus. An der Westseite des Langhauses ist eine zweistöckige Empore eingebaut. Diese, um 1710 errichtete Empore, besitzt gerade, marmorierte Holzbrüstungen. Die Brüstungen sind durch Hermenpilaster und breiten Achteckfeldern dazwischen, gegliedert. Südlich unterhalb der Empore befindet sich eine Rundbogentür. Sowohl unter der Unteren Empore wie auch über der oberen Empore sind zwei Rundbogenfenster eingebaut.
Die Außenfassade des Chores besitzt einen umlaufenden Sockel mit abgetreppten Strebepfeilern. Das keilförmige Oberteil der Strebepfeiler wird unter der Pultverdachung durch Kehlen und Profile ins Rechteck überführt. Eine neugotische Profilierung findet sich sowohl am Traufgesims des Chores, wie auch am Langhaus und an der Sakristei. Eine Spitzbogenblende befindet sich außen um das Südportal, um welches im 18. Jahrhundert das Vorzeichen angebaut wurde. Das Vorzeichen ist an der Süd- und Ostseite durch Arkaden geöffnet. Innen enthält das Vorzeichen ein Kreuzgratgewölbe. An der Westseite der Kirche ist ein Gehäuse angebaut, das zum Vorzeichen mit einer Stichbogennische geöffnet ist. In dieser Nische befindet sich ein neugotischer Grabchristus. Oberhalb der Nische ist eine rundbogige Ölbergnische mit neugotischen Figuren vorhanden. Neben der Eingangstüre befindet sich ein geripptes Weihwasserbecken aus Sandstein. Der Kirchturm ist südlich des Chores angebaut und 41 Meter hoch. Errichtet wurde der siebengeschossige Kirchturm aus Backsteinen die seit 1939 unverputzt sind. Ab dem zweiten Turmgeschoss sind Ecklisenen vorhanden, die den Giebel mit Quersatteldach mit einschließen. Geteilt sind die Geschosse durch sich überschneidende Rundbogen. In vier Geschossen finden sind kleine Rechtecköffnungen, das oberste Geschoss ist durch eine dreiteilige Arkade mit dünnen Zwischensäulen geöffnet. Die Jahreszahl 1522 findet sich am vierten Geschoss an der Ostseite rechts neben dem Fries in einen Ziegel eingraviert. Die zweite Jahreszahl 1524 ist an der Traufe am oberen Ende der linken Lisene aus Terrakotta eingelassen. Die Initialen JD mit einem Steinmetzzeichen in der Mitte, sind an der rechten Lisene zu sehen. Im Erdgeschoss des Kirchturmes mit seinem Kreuzrippengewölbe befand sich ehemals die Sakristei. Im 18. Jahrhundert wurde die Sakristei als Anbau im südlichen Winkel zwischen Chor und Langhaus realisiert. Im 19. Jahrhundert wurde die Sakristei erhöht. Seit dieser Zeit besteht sie aus zwei Geschossen mit vergitterten Rundbogenfenstern.

## Ausstattung
Die drei Altäre im Stil des Neurokoko aus dem Jahr 1924 schuf Firma Schier aus München nach Entwürfen David Eberles. Die mit Anton Niedermaier aus Hohenbrunn bezeichneten Gemälde schuf dieser 1924. Der Hochaltar besteht aus einem zweisäuligen, konkaven Aufbau. Das Altarbild zeigt die Auferstehung Christi. Im Altarauszugsbild ist Gottvater dargestellt. Die beiden Seitenaltäre sind ebenfalls zweisäulig. Der nördliche Seitenaltar zeigt im Altarbild den heiligen Dominikus wie dieser von Maria den Rosenkranz erhält. Das Bild im Auszug darüber zeigt die Immaculata. Auf dem Altarbild des südlichen Seitenaltares ist der Tod Josefs zu sehen. Der heilige Josef mit Jesuskind ist Altarauszug darüber dargestellt.
1924 wurden die Fresken im Chor von 1710/1720 wieder freigelegt. Im Einzelnen sind, ausgehend vom Scheitel in östlicher Richtung, die Szenen Mariä Verkündigung, Taufe Jesu und die Enthauptung des Johannes des Täufers dargestellt. Die seitlichen Zwickel zeigen an der Nordseite von Osten her die Geburt Jesu, die Predigt Johannes des Täufers und auf der Südseite, ebenfalls von Osten her die Flucht der heiligen Familie und Johannes den Täufer vor Herodes. In roter Tonmalerrei ist über dem Altar im Chorscheitel die Ecclesia mit Kreuz und Kelch zu sehen. Abwechselnd in ockergelber und roter Tonmalerei sind in den Stichkappen auf der Nordseite von Osten beginnend die Immaculata auf einer Kugel stehend mit darüber befindlicher Dreifaltigkeit, ein Engel wie er die Geburt Johannes des Täufers verkündet, Johannes der Täufer in der Wüste und Johannes der Täufer im Gefängnis dargestellt. Gegenüberliegend sind der heilige Blasius über der Kirche von Loppenhausen, Mariä Heimsuchung, die Auferstehung Christi und die Grablegung Christi zu sehen. Die seitlichen Schildbogen zeigen in roter und ockergelber Tonmalerei auf der Nordseite die Folter des heiligen Blasius, Mutter mit Kind vor dem heiligen Blasius, den heiligen Blasius wie er zwei junge Männer im Wald vor einem Bären schützt. Auf der anderen Seite sind die Enthauptung des heiligen Blasius und der heilige Blasius wie er auf dem See wandelt, in dem er ertränkt werden sollte, dargestellt. Die Fresken im Langhaus wurden 1923 von den Brüdern Alois und Matthäus Haugg aus Ottobeuren geschaffen. Im Mittelbild ist ein Kalvarienberg mit der Bezeichnung Gebr. Haugg 1923 zu sehen. In Grisaillemalerei sind in den Diagonalen die vier abendländischen Kirchenväter abgebildet. Im Uhrzeigersinn von Nordosten beginnend sind dies Ambrosius, Hieronymus, Gregor und Augustinus. Die Gemälde, mit Darstellungen der Geheimnisse des Rosenkranzes, an den beiden Emporenbrüstungen stammen ursprünglich von circa 1710 und wurden 1924 wieder freigelegt. Von links nach rechts sind an der oberen Emporenbrüstung die Geburt Christi, Mariä Heimsuchung, Mariä Verkündigung, Krönung Mariä, Mariä Himmelfahrt, Pfingstfest, Christi Himmelfahrt und an der unteren Emporenbrüstung Darstellung im Tempel, der zwölfjährige Jesus im Tempel, Ölberg, Geißelung, Dornenkrönung, Jesus fällt unter dem Kreuz und die Auferstehung zu sehen.
Die Kanzel wurde, wie die Altäre, 1924 von der Firma Schier aus München gefertigt, ebenfalls nach Plänen von David Eberle. Die neurokoko Kanzel besitzt violetten Stuckmarmor und ist teilweise vergoldet.
Um 1800 wurde der marmorierte Taufstein aus Holz geschaffen. Das querovale, vasenförmige Becken erhebt sich über einem Postament mit Tuchgirlanden. Der Deckel des Taufsteins ist konkav geschweift und kegelförmig. Bekrönt wird der Deckel mit einem Kranz aus Rosen und einer Heilig-Geist-Taube mit ausgebreiteten Flügeln. Der vorherige Taufstein wurde 1680 von Johann Jakob Geiger aus Eichenholz geschaffen. Dieser trug eine Figurengruppe mit der Taufe Christi von Martin Döttel. Beide Künstler stammten aus Mindelheim.
Der klassizistische Tabernakel wurde um 1720 gefertigt und besteht aus Holz. Auf dem Tabernakel ist eine kleine, gefasste Kreuzigungsgruppe, ebenfalls um 1720, aufgestellt. In der Sakristei befindet sich ein Christkind aus Wachs um 1800.
Mehrere gefasste Holzfiguren sind in der Kirche aufgestellt. Um 1480 wurde der heilige Blasius an der Chornordwand geschaffen. Gegenüberliegend befindet sich die neugotische Figur des Johannes des Täufers. Aus dem zweiten Viertel des 18. Jahrhunderts stammen das Kruzifix und die Mater Dolorosa an der Südwand des Langhauses. In der Mitte des 18. Jahrhunderts wurden sowohl das Vortragekruzifix im Chor, wie auch das Vortragekruzifix mit seinem Corpus aus Bronze geschaffen. Die Johannesschüssel wurde um 1500, der Auferstehungsheiland um 1730/1740 gefertigt.
Die 15. Kreuzwegstation – alle in geschnitzten Rokokorahmen – trägt links unten die Bezeichnung Ioannes Metsch P. und rechts unten die Bezeichnung anno 1752 hat der ehrn geachte / Sebastian Fischer ab denne berg- / höff den H. Creutz weg machen / Lasen. Das Gemälde des heiligen Aloysius an der Nordwand des Chores stammt von circa 1800.
Die Chorstühle und Chortüren sind neubarock und gefeldert. Die Kommunionbank stammt aus der Zeit um 1800 und ist weiß und golden gefasst. Die Baluster sind hermenpfeilerförmig und kanneliert. Um 1710 wurde das Laiengestühl geschaffen. Es besitzt reich geschweifte Wangen mit spiraliger Akanthusschnitzerei. Das neubarocke Orgelgehäuse stammt von 1919. Der derb geschnitzte Opferstock, dessen Oberteil aus Eisen mit Bändern und Rosetten besteht, stammt vermutlich aus dem 18. Jahrhundert.
Verschiedene Grabdenkmäler sind Innen wie Außen an der Kirche angebracht. Im Langhaus, aus Solnhofener Platte bestehend, für Pfarrer Ignatius Ieger 1754 mit Antiquainschrift und eingraviertem Kelch im Schweifrahmen. Das schmiedeeiserne Kreuz an der südlichen Außenseite stammt aus der ersten Hälfte des 18. Jahrhunderts. Für Anna Stebenhaberin geborene Strelerin 1573 wurde eine Sandsteinplatte an der östlichen Friedhofsmauer angebracht. Es besteht aus einer Sandsteinplatte mit Reliefwappen in einer Kreisblende, darüber befindet sich eine Antiquainschrift. Für die Jungfrau Ammalei Strellin 1563 wurde, die inzwischen stark verwitterte, Sandsteinplatte mit abgeschrägten oberen Ecken und Antiquainschrift an der Friedhofsmauer geschaffen. Es besitzt ebenfalls eine Antiquainschrift sowie darunter ein graviertes Wappen.